# Утчанка
Утчанка — река в России, протекает в Республике Удмуртия. Устье реки находится в 10 км по левому берегу реки Колтымак. Длина реки составляет 10 км, площадь водосборного бассейна 18,7 км².

## Данные водного реестра
По данным государственного водного реестра России относится к Камскому бассейновому округу, водохозяйственный участок реки — Кама от Нижнекамского гидроузла и до устья, без реки Вятка, речной подбассейн реки — бассейны притоков Камы до впадения Белой. Речной бассейн реки — Кама.